# Tomas Erneborn
Tomas Erneborn (Thomas Grueber sau Ebner; n. secolul al XIV-lea – d. 1420) a fost un preot catolic dominican, episcop de Siret din data de 31 iulie 1413. Ca urmare a greșelii Sfântului Scaun, el a fost numit în același timp cu Nikolai Venatoris, slujind împreună până când acesta a fost transferat la una din episcopiile din Dalmația în 1418.